# Đội trẻ Manchester United F.C. mùa bóng 2015–16
Đội U21 Manchester United là đội trẻ cấp độ cao nhất của câu lạc bộ bóng đá Manchester United F.C., Đội bóng chơi ở Liên đoàn 1 cấp độ 1 của thuộc hệ thống giải Professional Development League dành cho cầu thủ trẻ lứa tuổi dưới U21. Tại giải đấu, mỗi đội cho phép đăng ký ba cầu thủ và một thủ môn trên 21 tuổi trong mỗi trận đấu. Đội U21 thi đấu trên sân nhà Leigh Sports Village vào lúc 19h trừ khi có sự thay đổi và phải thi đấu ít nhất 3 trận ở giải Barclays U21 Premier League tại sân vận động chính. Đội U21 Manchester United cũng tham gia vào giải Manchester Senior Cup và Lancashire Senior Cup ở mùa giải này.
Đội U18 Manchester United là đội trẻ cấp độ thứ hai của câu lạc bộ bóng đá Manchester United F.C., Đội bóng chơi ở nhóm 2 thuộc hệ thống giải Professional Development League dành cho lứa tuổi dưới U18. Trong tổng số 24 câu lạc bộ thi đấu ở giải Barclays U18 Premier League, chia thành hai nhóm khu vực, phía bắc và phía nam. Đội U18 Manchester United nằm ở khu vực phía Bắc. Tại giải đấu này, không được sử dụng câu thủ ngoài 18 tuổi trừ thủ môn được phép sử dụng đến 19 tuổi. Đội U18 Manchester United cũng tham gia vào giải FA Youth Cup.

## Đội U21 Manchester United

### Giao hữu trước mùa giải 2015-2016
| Thời gian                | Đối thủ          | H/A                        | Tỷ số Bt-Bb | Cầu thủ ghi bàn                | Số lượng khán giả |
| ------------------------ | ---------------- | -------------------------- | ----------- | ------------------------------ | ----------------- |
| Ngày 13 tháng 7 năm 2015 | Salford City     | Moor Lane, Kersal, Salford | 3 – 3       | Fletcher 8, Weir 37, Harrop 50 |                   |
| Ngày 28 tháng 7 năm 2015 | Stockport County | Edgeley Park               | 1 – 1       | Fosu-Mensah 59                 |                   |
| Ngày 31 tháng 7 năm 2015 | Burscough United | Victoria Park              | 1 - 2       | Fletcher 13                    |                   |

### Barclays U21 Premier League 2015-2016
Cập nhật đến ngày 16/05/2016

Kết quả chi tiết
Chung cuộc đội U21 Manchester United vô địch Barclays U21 Premier League lần thứ 2 liên tiếp. Tổng cộng đội U21 Manchester Untied đã vô địch giải đấu này 3 lần ('kỷ lục').
| Thời gian                 | Vòng đấu | Đối thủ             | H/A                              | Tỷ số Bt-Bb | Cầu thủ ghi bàn                                          | Số lượng khán giả |
| ------------------------- | -------- | ------------------- | -------------------------------- | ----------- | -------------------------------------------------------- | ----------------- |
| Ngày 10 tháng 8 năm 2015  | Vòng 1   | Leicester City U21  | King Power Stadium               | 1 – 1       | Varela 33'                                               |                   |
| Ngày 21 tháng 9 năm 2015  | Vòng 3   | Everton U21         | Leigh Sports Village             | 3-1         | Weir 16', Wilson 22', Lingard 52'                        |                   |
| Ngày 26 tháng 10 năm 2015 | Vòng 4   | Sunderland U21      | Eppleton Colliery Welfare Ground | 1-0         | Tyler Reid 75'                                           |                   |
| Ngày 24 tháng 11 năm 2015 | Vòng 5   | Norwich U21         | Carrow Road                      | 0-2         |                                                          |                   |
| Ngày 30 tháng 11 năm 2015 | Vòng 6   | Liverpool U21       | Leigh Sports Village             | 3-2         | Fellaini 32', Powell 79', Goss 89'                       |                   |
| Ngày 14 tháng 12 năm 2015 | Vòng 7   | Leicester U21       | Leigh Sports Village             | 6-1         | Powell 11' 65', Redmond 15' 62', Weir 38', Rashford 77'  |                   |
| Ngày 5 tháng 1 năm 2016   | Vòng 8   | Spurs U21           | Leigh Sports Village             | 3-1         | Weir 14', Pereira 66' 90'+1                              |                   |
| Ngày 12 tháng 1 năm 2016  | Vòng 9   | Reading U21         | Wycome Wanderers' Adams Park     | 3-1         | Keane 26' (pen), 29', 61' (pen)                          |                   |
| Ngày 18 tháng 1 năm 2016  | Vòng 10  | Southampton U21     | Leigh Sports Village             | 4-0         | Januzaj 45,79 Keane 53,69 pen                            |                   |
| Ngày 26 tháng 1 năm 2016  | Vòng 11  | Sunderland U21      | Leigh Sports Village             | 1-0         | Weir 69                                                  |                   |
| Ngày 2 tháng 2 năm 2016   | Vòng 12  | Everton U21         | Finch Farm                       | 0-2         |                                                          |                   |
| Ngày 9 tháng 2 năm 2016   | Vòng 13  | Norwich City U21    | Old Trafford                     | 7-0         | Keane 13, 37, 47, 62, 77, Pereira 52 pen, Fosu-Mensah 70 | 1758              |
| Ngày 11 tháng 2 năm 2016  | Vòng 14  | Man City U21        | Leigh Sports Village             | 1-0         | Rothwell 16                                              |                   |
| Ngày 15 tháng 2 năm 2016  | Vòng 15  | Reading U21         | Leigh Sports Village             | 1-0         | Long og 57                                               |                   |
| Ngày 20 tháng 2 năm 2016  | Vòng 16  | Manchester City U21 | Etihad Stadium                   | 0-1         |                                                          |                   |
| Ngày 29 tháng 2 năm 2016  | Vòng 17  | Middlesbrough U21   | Victoria Park                    | 2-1         | A.Pereira 71 pen, McGinley og 82                         |                   |
| Ngày 13 tháng 3 năm 2016  | Vòng 18  | Liverpool U21       | Anfield                          | 1-1         | Weir 73'                                                 |                   |
| Ngày 4 tháng 4 năm 2016   | Vòng 19  | Chelsea U21         | Old Trafford                     | 1-1         | Weir 61'                                                 |                   |
| Ngày 11 tháng 4 năm 2016  | Vòng 20  | Middlesbrough U21   | Old Trafford                     | 1-0         | McNair 67'                                               | 6,132             |
| Ngày 19 tháng 4 năm 2016  | Vòng 21  | Tottenham U21       | White Hart Lane                  | 3-2         | Love 5, A.Pereira 16, Varela 94                          |                   |
| Ngày 25 tháng 4 năm 2016  | Vòng 22  | Southampton U21     | St Mary's Stadium                | 1-2         | Willock 79                                               |                   |
| Ngày 6 tháng 5 năm 2016   | Vòng 2   | Chelsea U21         | Stamford Bridge                  | 1-0         | Willock 32'                                              |                   |

Tính đến các trận đấu tới ngày 12 tháng 5 năm 2016
| XH | Đội                       | Tr | T  | H | T | BT | BB | HS  | Đ  | Lên hay xuống hạng |
| -- | ------------------------- | -- | -- | - | - | -- | -- | --- | -- | ------------------ |
| 1  | U21 Manchester United (C) | 22 | 15 | 3 | 4 | 44 | 19 | +25 | 48 |                    |
| 2  | U21 Sunderland            | 22 | 13 | 4 | 5 | 38 | 20 | +18 | 43 |                    |
| 3  | U21 Everton               | 22 | 10 | 7 | 5 | 35 | 27 | +8  | 37 |                    |

### Manchester Senior Cup 2015-2016
| Thời gian                | Vòng đấu       | Đối thủ                  | H/A                  | Tỷ số Bt-Bb | Cầu thủ ghi bàn                                         | Số lượng khán giả |
| ------------------------ | -------------- | ------------------------ | -------------------- | ----------- | ------------------------------------------------------- | ----------------- |
| Ngày 7 tháng 3 năm 2016  | Vòng tứ kết    | Oldham Athletic FC (U21) | Aon Training Complex | 4-0         | Andreas Pereira (1), Adnan Januzaj (2), Regan Poole (1) |                   |
| Ngày 10 tháng 5 năm 2016 | Vòng bán kết   | Bury FC (U21)            | Gigg Lane            | 4-1         | Pereira 15, 41, Poole 40, 52                            |                   |
|                          | Trận chung kết | Manchester City FC (U21) |                      |             |                                                         |                   |

### Lancashire Senior Cup 2015-2016
| Thời gian                | Vòng đấu     | Đối thủ            | H/A                  | Tỷ số Bt-Bb | Cầu thủ ghi bàn                  | Số lượng khán giả |
| ------------------------ | ------------ | ------------------ | -------------------- | ----------- | -------------------------------- | ----------------- |
| Ngày 9 tháng 9 năm 2015  | Vòng 1       | Rochdale AFC       | Ewen Fields          | 3 – 2       | Ashley Fletcher (10, 18, 47 pen) |                   |
| Ngày 24 tháng 2 năm 2016 | Vòng tứ kết  | Blackpool          | Bloomfield Road      | 1 - 0       | McTominay 71'                    |                   |
| Ngày 2 tháng 8 năm 2016  | Vòng bán kết | Oldham Athletic FC | Leigh Sports Village | 1 - 1 (3-4) | Matt Olosunde                    |                   |

## Đội U18 Manchester United

### Giao hữu trước mùa giải 2015-2016
| Thời gian                | Đối thủ     | H/N/A         | Tỷ số Bt-Bb | Cầu thủ ghi bàn | Số lượng khán giả |
| ------------------------ | ----------- | ------------- | ----------- | --------------- | ----------------- |
| Ngày 22 tháng 7 năm 2015 | FC Trafford | A, Shawe View | 1 – 0       | Rashford (49)   |                   |

### Barclays U18 Premier League 2015-2016
Giải đấu được chia thành hai phân vùng - miền Bắc và miền Nam. Mỗi vùng có 12 đội U18, mỗi đội thi đấu với nhau hai lần trên sân nhà và sân khách trong tổng số 22 trận. Bốn đội đứng đầu mỗi phân vùng được tham dự vòng loại tiếp theo (gọi là Nhóm A) để xác định nhà vô địch giải đấu được giành quyền tham dự UEFA Youth League mùa giải 2016-17.
| Vị trí | Câu lạc bộ            | Số trận | Thắng | Hòa | Thua | Bàn thắng | Bàn thua | Hiệu số | Số điểm | Xếp hạng |
| ------ | --------------------- | ------- | ----- | --- | ---- | --------- | -------- | ------- | ------- | -------- |
| 10     | Derby County U18      | 22      | 3     | 9   | 10   | 39        | 51       | -12     | 18      | Nhóm 3   |
| 11     | Manchester United U18 | 22      | 5     | 3   | 14   | 29        | 44       | -15     | 18      | Nhóm 3   |
| 12     | Stoke City U18        | 22      | 4     | 4   | 14   | 23        | 45       | - 22    | 16      | Nhóm 3   |

| Thời gian                 | Vòng đấu | Đối thủ              | H/A                               | Tỷ số Bt-Bb | Cầu thủ ghi bàn                          | Số lượng khán giả |
| ------------------------- | -------- | -------------------- | --------------------------------- | ----------- | ---------------------------------------- | ----------------- |
| Ngày 8 tháng 8 năm 2015   | Vòng 1   | West Brom U18        | WBA Training Ground               | 1 - 1       | Dearnley 18                              |                   |
| Ngày 15 tháng 8 năm 2015  | Vòng 2   | Everton U18          | J.Davidson Stadium                | 1 – 3       | Gribbin 22                               |                   |
| Ngày 22 tháng 8 năm 2015  | Vòng 3   | Derby County U18     | J.Davidson Stadium                | 3 - 2       | Hamilton 14, Dearnley 19, Gribbin 87     |                   |
| Ngày 5 tháng 9 năm 2015   | Vòng 4   | Newcastle United U18 | Newcastle United Football Academy | 2 - 3       | Rashford 88, Dearnley 90                 |                   |
| Ngày 12 tháng 9 năm 2015  | Vòng 5   | Blackburn Rovers U18 | Blackburn Rovers Academy          | 1 - 1       | Rashford 70pen                           |                   |
| Ngày 19 tháng 9 năm 2015  | Vòng 6   | Wolves U18           | Aon Training Complex              | 3-0         | Rashford 29, Gribbin 43, Kenyon 57       |                   |
| Ngày 26 tháng 9 năm 2015  | Vòng 7   | Middlesbrough U18    | Rockcliffe Park                   | 2-1         | Rashford 23, 32                          |                   |
| Ngày 3 tháng 10 năm 2015  | Vòng 8   | Liverpool U18        | Aon Training Complex              | 0-4         |                                          |                   |
| Ngày 10 tháng 10 năm 2015 | Vòng 9   | Sunderland U18       | Academy of Light                  | 1-3         | Kenyon 90'                               |                   |
| Ngày 7 tháng 11 năm 2015  | Vòng 10  | Everton U18          | Finch Farm                        | 2-4         | Rashford 39, Gribbin 49                  |                   |
| Ngày 16 tháng 11 năm 2015 | Vòng 11  | Newcastle U18        | J. Davidson Stadium               | 1-2         | Hamilton 43'                             |                   |
| Ngày 21 tháng 11 năm 2015 | Vòng 12  | Derby County U18     | Derby County Football Academy     | 2-4         | Gomes 9', Hamilton 74'                   |                   |
| Ngày 28 tháng 11 năm 2015 | Vòng 13  | Blackburn Rovers U18 | Aon Training Complex              | 0-2         |                                          |                   |
| Ngày 12 tháng 12 năm 2015 | Vòng 14  | Wolves U18           | Sir Jack Hayward Training Ground  | 2-3         | Kehinde 68', Kenyon 91'                  |                   |
| Ngày 19 tháng 12 năm 2015 | Vòng 15  | Middlesbrough U18    | Aon Training Complex              | 1-2         | Boonen 14'                               |                   |
| Ngày 9 tháng 1 năm 2016   | Vòng 16  | Liverpool U18        | Liverpool Academy                 | 0-3         |                                          |                   |
| Ngày 16 tháng 1 năm 2016  | Vòng 17  | Sunderland U18       | Aon Training Complex              | 1-3         | Boonen 3'                                |                   |
| Ngày 27 tháng 1 năm 2016  | Vòng 18  | Man City U18         | Etihad Campus                     | 0-2         |                                          |                   |
| Ngày 30 tháng 1 năm 2016  | Vòng 19  | Stoke City U18       | Clayton Wood Training Ground      | 0-1         |                                          |                   |
| Ngày 30 tháng 1 năm 2016  | Vòng 19  | Stoke City U18       | Clayton Wood Training Ground      | 0-1         |                                          |                   |
| Ngày 13 tháng 2 năm 2016  | Vòng 20  | Stoke City U18       | Aon Training Complex              | 2-0         | Gribbin 27’, Rashford 33’                |                   |
| Ngày 17 tháng 2 năm 2016  | Vòng 21  | Manchester City U18  | Aon Training Complex              | 1-1         | Whelan 64'                               |                   |
| Ngày 20 tháng 2 năm 2016  | Vòng 22  | West Brom U18        | Aon Training Complex              | 3-0         | Dearnley 14', Buffonge 22' pen, Reid 60' |                   |

| Vị trí | Câu lạc bộ            | Số trận | Trận thắng | Trận hòa | Trận thua | Số bàn thắng | Số bàn thua | Hiệu số | Điểm | Xếp hạng |
| ------ | --------------------- | ------- | ---------- | -------- | --------- | ------------ | ----------- | ------- | ---- | -------- |
| 9      | U18 Newcastle United  | 22      | 6          | 2        | 14        | 27           | 59          | −32     | 20   | Nhóm 3   |
| 10     | U18 Derby County      | 22      | 3          | 9        | 10        | 39           | 51          | −12     | 18   | Nhóm 3   |
| 11     | U18 Manchester United | 22      | 5          | 3        | 14        | 29           | 44          | −15     | 18   | Nhóm 3   |
| 12     | U18 Stoke City        | 22      | 4          | 4        | 14        | 23           | 45          | −22     | 16   | Nhóm 3   |

#### Thi đấu xếp hạng/nhóm 3
Chung cuộc Đội U18 Manchester United xếp thứ 20 trong tổng số 24 đội bóng tham dự.
| Thời gian                | Vòng đấu | Đối thủ                    | H/A                            | Tỷ số Bt-Bb | Cầu thủ ghi bàn                                              | Số lượng khán giả |
| ------------------------ | -------- | -------------------------- | ------------------------------ | ----------- | ------------------------------------------------------------ | ----------------- |
| Ngày 27 tháng 2 năm 2016 | Vòng 1   | Stoke City U18             | Clayton Wood                   | 2 - 1       | Scott 8', Boonen 77'                                         |                   |
| Ngày 4 tháng 3 năm 2016  | Vòng 2   | Swansea City U18           | Landore Training Ground        | 3-3         | Kehinde 15, Dearnley 16, Barlow 84                           |                   |
| Ngày 12 tháng 3 năm 2016 | Vòng 3   | Brighton & Hove Albion U18 | J.Davidson Stadium, Altrincham | 1-2         | Scott 70                                                     |                   |
| Ngày 19 tháng 3 năm 2016 | Vòng 4   | Derby County U18           | Moor Farm                      | 0-3         |                                                              |                   |
| Ngày 9 tháng 4 năm 2016  | Vòng 5   | Newcastle United U18       | Aon Training Complex           | 7-1         | Gomes 3, Boonen 35, 72, 83, Dearnley 58, Kehinde 80, Reid 90 |                   |
| Ngày 22 tháng 4 năm 2016 | Vòng 6   | Norwich City U18           | Colney Training Centre         | 2-3         | Barlow 69, Gomes 88                                          |                   |
| Ngày 30 tháng 4 năm 2016 | Vòng 7   | Southampton U18            | J. Davidson Stadium            | 1-0         | Booney 50'                                                   |                   |

| Pos | Club                  | Pld | W | D | L | GF | GA | GD | Pts |
| --- | --------------------- | --- | - | - | - | -- | -- | -- | --- |
| 19  | U18 Derby County      | 7   | 4 | 1 | 2 | 17 | 10 | +7 | 13  |
| 20  | U18 Manchester United | 7   | 4 | 1 | 2 | 17 | 12 | +5 | 13  |
| 21  | U18 Stoke City        | 7   | 3 | 1 | 3 | 12 | 12 | 0  | 10  |

### FA Youth Cup 2015/16
| Thời gian                 | Vòng đấu | Đối thủ                | H/A                              | Tỷ số Bt-Bb | Cầu thủ ghi bàn              | Số lượng khán giả |
| ------------------------- | -------- | ---------------------- | -------------------------------- | ----------- | ---------------------------- | ----------------- |
| Ngày 22 tháng 12 năm 2015 | Vòng 3   | Queens Park Rangers FC | Leigh Sports Village             | 2 – 1       | Whelan 64', Rashford 93' pen |                   |
| Ngày 22 tháng 1 năm 2016  | Vòng 4   | Chelsea FC             | Altrincham's J. Davidson Stadium | 1 - 5       | Scott 67'                    | 1.104             |

### UEFA Youth League 2015/16
Đội U19 Manchester United thi đấu tại bảng B với các đội PSV Eindhoven, Wolfsburg và CSKA Moskva. Mỗi đội thi đấu với nhau hai lần trên sân nhà và sân khách. Hại đội xếp đầu bảng được vào vòng 1/16. Đội U19 United chơi trên sân nhà Leigh Sports Village. Ba cầu thủ Devonte Redmond, Matty Willock và Scott McTominay được đặc cách là 3 cầu thủ trên 19 tuổi (sinh năm 1996). Danh sách các cầu thủ trẻ tham dự: Oliver Byrne, George Dorrington, Dean Henderson, Llias Moutha-Sebtaoui; Cameron Borthwick-Jackson, Ethan Hamilton, Tyler Reid, Jimmy Dunne, Tom Sang, Charlie Scott, Axel Tuanzebe, Tyrell Warren, Ro-Shaun Williams; Indy Boonen, Callum Gribbin, Zachary Dearnley, Tim Fosu-Mensah, Tosin Kehinde, Jake Kenyon, Scott McTominay, Faustin Makela, Devonte Redmond, Callum Whelan, Matty Willock; Kayne Diedrick-Roberts, Josh Doughty, Demetri Mitchell, Marcus Rashford.
| VT | Đội               | ST | T | H | B | BT | BB | HS | Đ  | Giành quyền tham dự |
| -- | ----------------- | -- | - | - | - | -- | -- | -- | -- | ------------------- |
| 1  | PSV Eindhoven     | 6  | 3 | 1 | 2 | 10 | 9  | +1 | 10 | Tiến tới Vòng 1/16  |
| 2  | CSKA Moscow       | 6  | 2 | 2 | 2 | 10 | 6  | +4 | 8  | Tiến tới Vòng 1/16  |
| 3  | Manchester United | 6  | 2 | 2 | 2 | 6  | 10 | −4 | 8  |                     |
| 4  | Wolfsburg         | 6  | 2 | 1 | 3 | 10 | 11 | −1 | 7  |                     |

1. 1 2  Ranked by head-to-head record (CSKA Moscow: 4 pts; Manchester United: 1 pt).

| PSV Eindhoven | 0–3    | Manchester United                       |
| ------------- | ------ | --------------------------------------- |
|               | Report | Gribbin 28' · Rashford 47' (ph.đ.), 67' |

| Manchester United    | 1–1    | Wolfsburg  |
| -------------------- | ------ | ---------- |
| Rashford 22' (ph.đ.) | Report | Donkor 61' |

| CSKA Moskva                                                             | 4–0    | Manchester United |
| ----------------------------------------------------------------------- | ------ | ----------------- |
| Zhamaletdinov 14' (ph.đ.), 55' (ph.đ.) · Makarov 45' · Gordyushenko 88' | Report |                   |

| Manchester United | 0–0    | CSKA Moskva |
| ----------------- | ------ | ----------- |
|                   | Report |             |

| Manchester United | 0–5    | PSV Eindhoven                                                           |
| ----------------- | ------ | ----------------------------------------------------------------------- |
|                   | Report | Guðmundsson 13' · Lundqvist 21' · Abels 37' · Lammers 66' · Konings 83' |

| Wolfsburg | 0–2    | Manchester United          |
| --------- | ------ | -------------------------- |
|           | Report | Tuanzebe 43' · Kehinde 56' |

## Giải khác

### Marveld Tournament 2015
Đội U15 United thi đấu không thành công khi kết thúc vòng bảng với vị trí thứ 6 và tranh vị trí thứ 9/10 với U15 PSV.
| Thời gian                | Vòng đấu        | Đối thủ              | H/A                               | Tỷ số Bt-Bb                      |
| ------------------------ | --------------- | -------------------- | --------------------------------- | -------------------------------- |
| Ngày 29 tháng 5 năm 2015 | Vòng 1          | Feyenoord            | Sân Bungalowpark, Groenlo, Hà Lan | 1 - 1                            |
| Ngày 29 tháng 5 năm 2015 | Vòng 2          | PSV                  | Sân Bungalowpark, Groenlo, Hà Lan | 0 – 1                            |
| Ngày 30 tháng 5 năm 2015 | Vòng 3          | Atlético Paranaense  | Sân Bungalowpark, Groenlo, Hà Lan | 0 – 2                            |
| Ngày 30 tháng 5 năm 2015 | Vòng 4          | Paris Saint-Germain  | Sân Bungalowpark, Groenlo, Hà Lan | 0 – 3                            |
| Ngày 30 tháng 5 năm 2015 | Vòng 5          | Right to Dream Ghana | Sân Bungalowpark, Groenlo, Hà Lan | 0 – 1                            |
| Ngày 30 tháng 5 năm 2015 | Vòng phân hạng  | FC Twente            | Sân Bungalowpark, Groenlo, Hà Lan | 1 – 1 (U15 United thắng Penalty) |
| Ngày 31 tháng 5 năm 2015 | Tranh hạng 9-10 | PSV                  | Sân Bungalowpark, Groenlo, Hà Lan | 0 – 1                            |

### Giải Mercedes-Benz Junior Cup 2016 tại Đức[11]
| Thời gian               | Vòng đấu         | Đối thủ              | H/N/A | Tỷ số Bt-Bb | Cầu thủ ghi bàn                                                                  | Số lượng khán giả |
| ----------------------- | ---------------- | -------------------- | ----- | ----------- | -------------------------------------------------------------------------------- | ----------------- |
| Ngày 5 tháng 1 năm 2016 | Vòng bảng (B)    | TSG 1899 Hoffenheim  | N     | 1 – 2       | 18' Adilson Angel Gomes                                                          |                   |
| Ngày 5 tháng 1 năm 2016 | Vòng bảng (B)    | FC Brügge            | N     | 1 – 1       | 3' Callum Anthony Gribbin                                                        |                   |
| Ngày 5 tháng 1 năm 2016 | Vòng bảng (B)    | FC Schalke 04        | N     | 3 – 4       | 14' Kanye Diedrick-Roberts, 17' Callum Whelan, 18' Joshua Doughty                |                   |
| Ngày 5 tháng 1 năm 2016 | Vòng 2           | SK Rapid Wien        | N     | 2 – 6       | 14' Adilson Angel Gomes, 15' Callum Anthony Gribbin                              |                   |
| Ngày 6 tháng 1 năm 2016 | Vòng 2           | VfB Stuttgart        | N     | 3 – 1       | 9' Callum Anthony Gribbin, 9' Callum Anthony Gribbin, 18' Kanye Diedrick-Roberts |                   |
| Ngày 6 tháng 1 năm 2016 | Tranh vị trí 7/8 | Guangzhou Evergrande | N     | 1 – 0       | 11' Callum Anthony Gribbin                                                       |                   |